# Museo de sitio de Quinua
El Museo de sitio de Quinua es un espacio museístico ubicado en el distrito de Quinua en el departamento de Ayacucho. Está dedicado a la Batalla de Ayacucho,último gran enfrentamiento dentro de las campañas terrestres de las guerras de independencia hispanoamericanas (1809-1826) y que significó el final definitivo del dominio administrativo español en Perú y América del Sur.

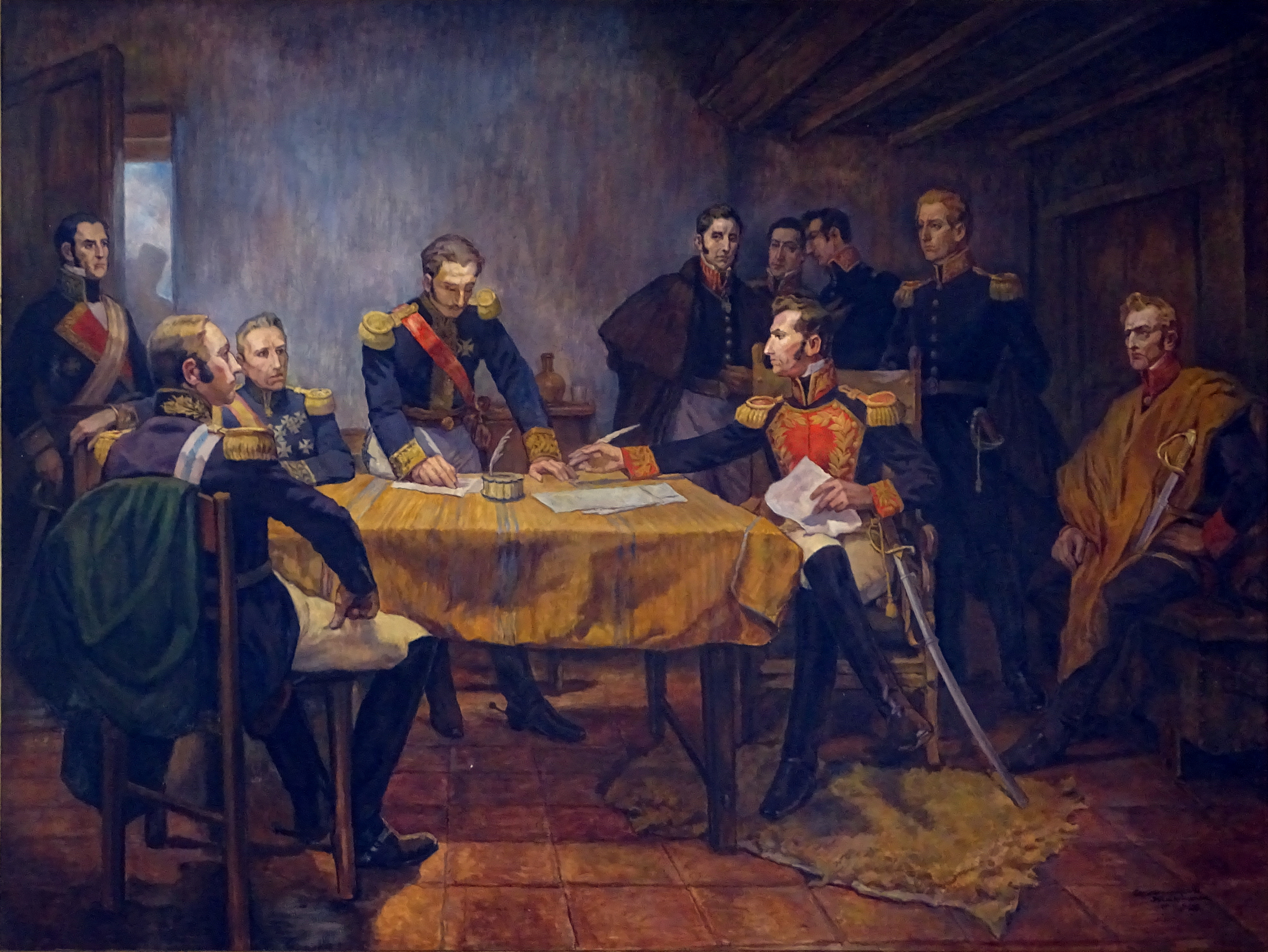
La capitulación de Ayacucho por Daniel Hernández.

En sus instalaciones cuenta con una sala de exposición permanente donde se muestran diversos objetos relacionados con la Batalla de Ayacucho. Destaca el ambiente donde se firmó la Capitulación de Ayacucho el 9 de diciembre de 1824, y la reproducción a gran escala del cuadro de Daniel Hernández Morillo hecha por  Germán Suárez Vértiz en 1974 que muestra dicho momento.